# 巴比龙 (书籍)
巴比龙（Papillon，又譯蝴蝶）是亨利·查理葉所写的自传体小说，于1969年4月30日在法国首次出版。蝴蝶是亨利·查理葉的外号，小说详细叙说了蝴蝶在法屬圭亞那的流放地魔鬼岛服刑并最终脱逃的故事，整个故事从1931年开始，到1945年结束，共计14年。

## 巴比龙的影响
該書一经出版便轰动一时，成了畅销书，名声远扬，亦收获评论界好评。該書出版后在法国畅销书排行榜上占据榜首达21周，单在法国国内便售出了150万册。在全球，该书共出版过239个版本，被译成过21种语言。
1969年，法国出版社Éditions Robert Laffont首先出版该书，1970年，经英国作家帕特里克·奥布莱恩翻译而成的英译本则在1970年于英国出版。1973年，該书被改编为好莱坞同名电影《巴比龙》，由史史提夫·麥昆和德斯汀·荷夫曼主演，2017年，新版《巴比龙》上映，主演是查理·杭南和雷米·馬利克。亨利·查理葉后来还在1973年出版了《巴比龙》的续作《班科》。